# Bodhidharma

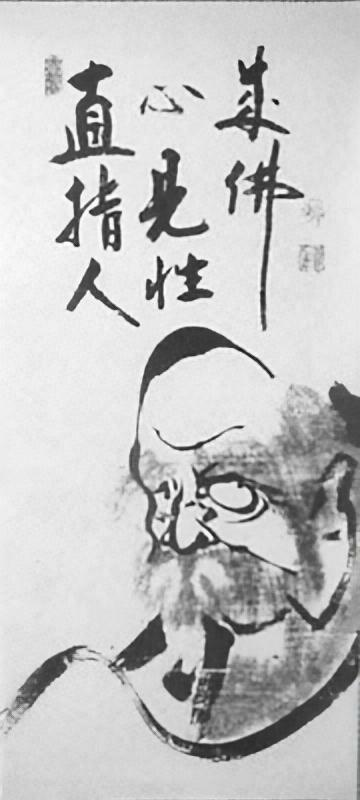
Darstellung von Hakuin Ekaku.

Bodhidharma (chinesisch 菩提達摩 / 菩提达摩, Pinyin Pútídámó oder kurz Damo 達摩 / 达摩, japanisch 菩提達磨, Bodai-Daruma oder 達磨 Daruma, auch 達摩 Datsuma) war ein aus Indien stammender buddhistischer Mönch und gilt als der erste Patriarch der Chan- und Zen-Linien. Seine Historizität ist zwar teilweise gesichert, jedoch liegen die historischen Einzelheiten im Dunklen, da die Legende erst einige Jahrhunderte nach seinem Tod entstand und immer weiter ausgeschmückt wurde.

## Bodhidharmas Reise
480 n. Chr. verließ er sein Herkunftsland, das in einigen Quellen als Westliche Regionen bezeichnet wird, überquerte den Himalaya in die nördlichen Provinzen; sodann ging er nach China, wanderte dort zuerst nach Südchina und dann an den Kaiserhof der Liang-Dynastie. Anschließend ließ er sich 523 n. Chr. wieder im Norden in der Provinz Henan nieder. Dort befindet sich auch das bis heute aktive Shaolin-Kloster, in dem er der Legende nach eine vom Mahayana-Buddhismus abgeleitete Philosophie der Selbstbetrachtung lehrte und mit den Mönchen des Klosters den Chan-Buddhismus entwickelte. In chinesischen Chroniken wurde er als der „blauäugige Barbare/Nicht-Chinese“ bezeichnet. Diese Lehre gelangte von dort weiter nach Korea (kor. Son), Vietnam (viet. Thien) und Japan (jap. Zen), von wo sie als Zen-Buddhismus ab dem 19. Jahrhundert auch im Westen bekannt wurde.

## Entwicklung der Kampfkunst

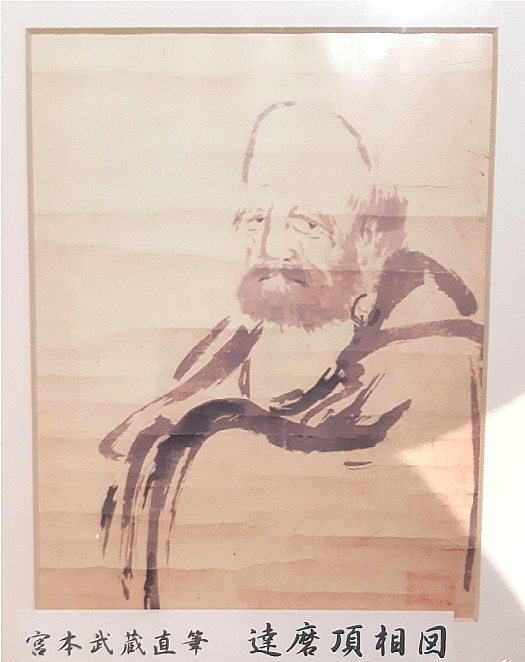
Bodhidharma gemalt von Miyamoto Musashi, Schwertkämpfer und Philosoph in der Nähe von Takuan Soho; Mönch der Rinzai-Schule (verbunden mit der Samurai-Kaste).

Der Legende nach legte er in diesem Kloster die Keimzelle einiger chinesischer Kampfkünste. Das zu jener Zeit daoistisch geprägte Shaolin-Kloster erfuhr die Kombination aus Meditationspraktiken des Chan/Zen und körperertüchtigenden Bewegungen Xǐsuǐjīng (chinesisch 洗髓經) und Yìjīnjīng (chinesisch 易筋經). Aus diesen Bewegungen entstand dann die spätere Shaolin-Kampfkunst sowie die Form Shiba luohan shou (chinesisch 十八羅漢手 – „Die 18 Hände der Arhats“). Er lehrte die Kampfkunst im Unterschied zu seinen Shaolin-Nachfolgern allerdings nur als ergänzende Disziplin zum Erreichen der Erleuchtung (chin. 悟,  wù; jap. 悟 satori; skt. bodhi).

## Bodhidharma und der Tee
Laut einer Sage habe Bodhidharma die Teepflanze erschaffen. Während er in einer Höhle meditierte, seien ihm die Augen schwer geworden. Um nicht einzuschlafen, habe er sich die Augenlider abgerissen und weggeworfen. An der Stelle, wo diese landeten, sei nun der erste Teestrauch gewachsen, was auch die Form der Blätter erkläre.
Alan W. Watts beschreibt in The Way of Zen die Entdeckung der Teeblätter so:

“Bodhidharma sei eingeschlafen während einer Zazen-Meditation, und sei darüber so erzürnt gewesen, dass er sich die Augenlider abschnitt. An der Stelle, wo sie hinfielen, wuchs der erste Tee.”

## Entwicklung der Bodhidharma-Legende

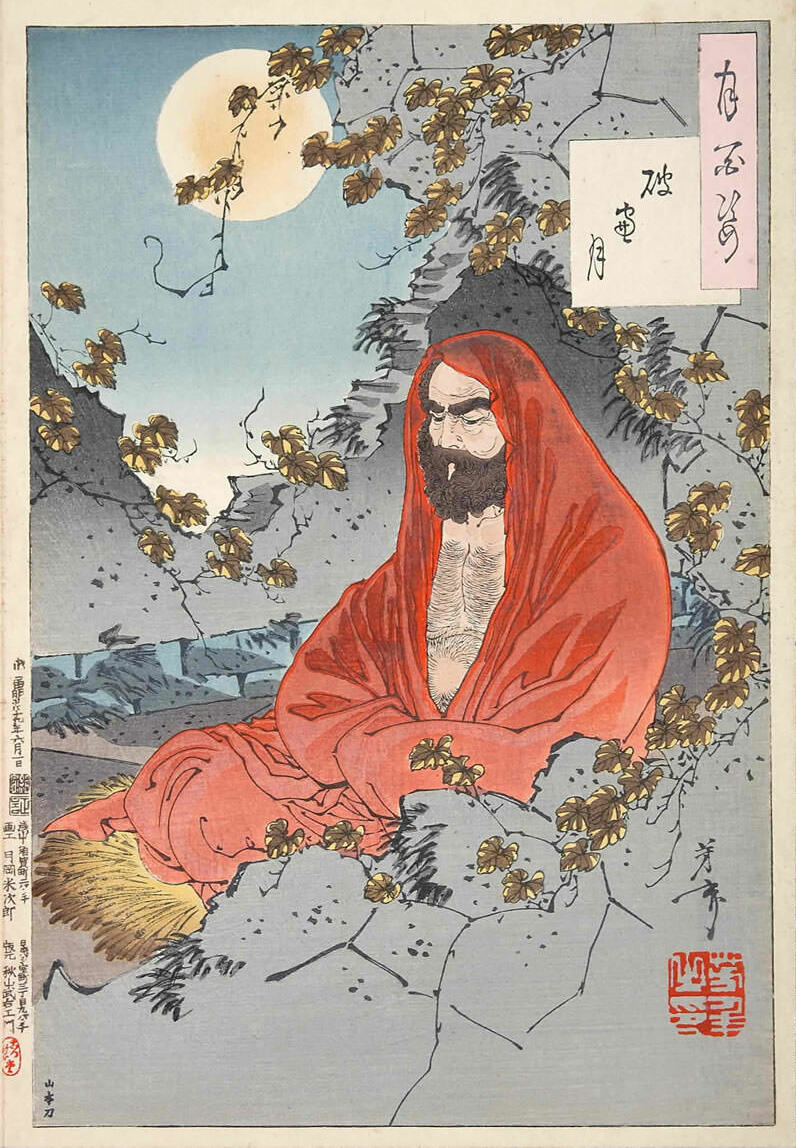
Bodhidharma (Yoshitoshi, 1887).

Die obige hagiographische Darstellung von Bodhidharmas Leben, wie sie die Zen-Tradition kennt, hat sich über mehrere Jahrhunderte entwickelt. Erstmals auffindbar sind die jeweiligen Ereignisse in der Literatur in den Jahren:
547: Ankunft in Luoyang in der Zeit zwischen 516 und 526, aus Persien kommend im Alter von 150 Jahren.
645: Beschreibung als buddhistischer blau-äugiger haariger Mönch persischer Herkunft.
667: Gibt das Lankavatara-Sutra an Huike weiter.
689: Patriarchenreihe: 1. Bodhidharma, 2. Huike, 3. Sengcan, 4. Daoxin, 5. Hongren
ca. 710: Assoziiert mit dem Shaolin-Tempel. Der Legende nach schnitt sein späterer Nachfolger Huike sich einen Arm ab, um die Ernsthaftigkeit seines Wunsches nach Unterweisung unter Beweis zu stellen.
ca. 715: Wird beschrieben als dritter Sohn eines südindischen Brahmanenkönigs. Identifiziert als zweiter Patriarch nach Gunabhadra.
730: Geschichte der Begegnung mit Kaiser Wu von Liang. Soll die Lehre schließlich an Huike übertragen haben.
ca. 758: Erstmals als „erster Patriarch“ bezeichnet. Weitergabe des Diamant-Sutras an Huike.
801: Rezitation des Weitergabe-Verses am Sterbelager.
952: Dialog mit Huike über die „Beruhigung des Geistes“.
988: Soll mit Blick auf die Wand meditierend gesessen haben.
ca. 1200: Reliquien aus dem eingeäscherten Körper werden von der japanischen Daruma-shū verehrt.
1224: Neun Jahre mit Blick auf die Wand meditierend.

## Siehe auch

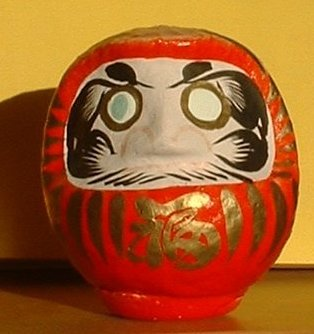
Daruma-Glücksbringer, arm- und beinlos aufgrund der Legende, durch das jahrelange regungslose Sitzen seien Bodhidharmas Gliedmaßen abgefallen